# Лапшин, Борис Александрович
Лапшин Борис Александрович (1 февраля 1921, Петроград — 2014, Санкт-Петербург) — военный инженер-механик, участник Великой Отечественной войны, начальник Технического управления Балтийского флота, начальник Высшего военно-морского инженерного училище им. В. И. Ленина, вице-адмирал.

## Биография
Борис Александрович Лапшин родился 1 февраля 1921 года.
В 1939 году поступил в Высшего военно-морского инженерного училище имени Ф. Э. Дзержинского.
В 1942 году при прохождении практики на сторожевом корабле «Шквал» курсант Борис Лапшин участвовал в боевых действиях в составе кораблей Черноморского флота, 20 и 25 июня 1942 года доставлял грузы в осажденный Севастополь.  2 июля 1942 года при авианалете близ Новороссийска  в сложных условиях исправил повреждения в опреснительной установке машины. За свой подвиг он был награждён первым своим орденом — орденом Красной Звезды.
В 1944 году, после окончания училища, лейтенант Лапшин был назначен командиром машинно-котельной группы эскадренного миноносца «Строгий» (проекта 7-У) Балтийского флота, который участвовал в боях с врагом до самого конца войны.
В 1947 году Лапшин был назначен командиром электромеханической части эсминца «Строгий». С 1950 года — дивизионный инженер-механик, флагманский инженер-механик бригады эскадренных миноносцев, дивизии крейсеров, эскадры Балтийского флота.
В 1960—1968 годах — заместитель начальника Управления по эксплуатации, а с 1968 по 1975 год капитан I ранга Б. А. Лапшин — начальник Технического управления Балтийского флота.
С 1975 по 1983 годы — начальник Высшего военно-морского инженерного училище им. В. И. Ленина.

## Награды
- три ордена Красной Звезды
- орден Отечественной войны 1-й степени
- орден Трудового Красного Знамени
- орден «За службу Родине в ВС СССР» 3-й степени
- медаль «За боевые заслуги» и 25 других наград.